# 대체불가 당신
《대체불가 당신》(영어: Irreplaceable You)은 2018년 공개된 미국의 로맨틱 코미디 영화이다. 스테퍼니 레잉 감독이 연출했고, 구구 음바타로, 미힐 하위스만이 주연했다.
2018년 2월 16일 넷플릭스에서 공개되었다.

## 줄거리
어린 시절부터 절친으로 지내온 애비와 샘은 약혼한 사이로, 곧 결혼을 앞두고 행복한 나날을 보낸다. 그러나 애비가 불치병 진단을 받으면서 두 사람의 삶은 송두리째 뒤바뀐다. 시한부 인생을 살게 된 애비는 자신이 떠난 후 샘을 돌봐줄 새로운 사랑을 찾아 나선다. 이 과정에서 애비는 죽음을 앞두고 오히려 삶에 집중하는 세 명의 환자들과 특별한 우정을 쌓게 된다. 결국 애비는 자신의 모든 잠재력을 펼쳐보지 못한 채 세상을 떠나지만, 마지막 순간에는 자신의 상황과 남겨질 사람들에 대한 모든 것을 받아들이고 화해한다.

## 출연진
- 구구 음바타로 - 애비
  - 설레스트 오코너 - 애비(10대)
  - 얼리사 치섬 - 애비(유년기)
- 미힐 하위스만 - 샘
  - 소여 바스 - 샘(10대)
  - 재커리 허낸데즈 - 샘(유년기)
- 크리스토퍼 워컨 - 마이런
- 브라이언 타이리 헨리 - 벤지
- 스티브 쿠건 - 미치
- 티머시 사이먼스 - 도미닉
- 타마라 투니 - 제인
- 재키 위버 - 에스텔
- 메릿 위버 - 민디
- 게일 랭킨 - 미라
- 케이트 매키넌 - 글래스 하프 풀 케이트
- 제시 에니스 - 멜러니
- 글렌 플레슐러 - 민 필